# A Society Sensation
A Society Sensation è un film muto del 1918 sceneggiato e diretto da Paul Powell. Il protagonista maschile fu Rodolfo Valentino che ottenne il ruolo per merito di Carmel Myers. La diva lo volle accanto a sé riuscendo a convincere, dietro molte insistenze, sia il regista che lo studio.

## Trama
In California, un vecchio pescatore, il capitano Parmalee, è convinto di essere un aristocratico. Le sue affermazioni spingono la signora Jones, un'arrampicatrice sociale, ad invitare Sydney, la figlia di Parmalee, a casa sua. A San Francisco, la signora Jones introduce la giovane nella società locale, presentata con il nome di duchessa di Deerford. Il ricco Dick Bradley si innamora di Sydney e, pur quando le affermazioni di Parmalee si rivelano false, la segue nel villaggio di pescatori dove la ragazza si rifugia quando lascia San Francisco.
Jim, un pescatore locale, innamorato di Sydney, viene preso dalla gelosia e la rapisce. Dick però lo rintraccia e lotta con lui per riprendersi la ragazza. Jim, caduto in acqua, sta per annegare ma viene salvato da Mary. Il pescatore si accorge allora dell'amore della sua salvatrice e la sposa, lasciando libera Sydney: lei e Dick possono finalmente coronare il loro sogno d'amore.

## Produzione
Il film fu prodotto dall'Universal Film Manufacturing Company con il nome Bluebird Photoplays.

## Distribuzione
Distribuito dall'Universal Film Manufacturing Company, il film uscì nelle sale cinematografiche statunitensi il 23 settembre 1918. Ne venne fatta una riedizione che uscì nel febbraio 1924 in una versione ridotta. Alcuni personaggi cambiarono nome: Margaret Fairfax e la duchessa di Deerford venne cambiata in Sydney Parmelee, il capitano Harry Hannibal Fairfax in capitano Parmalee.
Nel Regno Unito, il film venne distribuito con il titolo The Little Duchess.
Copia della pellicola - nella versione 1924 - viene conservata negli archivi della Library of Moving Images. La Flicker Alley ha distribuito il film, uscito l'11 settembre 2007, con due dischi DVD dal titolo Valentino: Rediscovering an Icon of Silent Film (1918-1922) per un totale di 226 film di Rodolfo Valentino.